# Stade Luiz José de Lacerda
Le Stade Luiz José de Lacerda (en portugais : Estádio Luiz José de Lacerda), auparavant connu sous le nom de Stade Pedro Victor de Albuquerque (en portugais : Estádio Pedro Victor de Albuquerque) et également surnommé Lacerdão, est un stade de football brésilien situé dans la ville de Caruaru, dans l'État du Pernambouc.
Le stade, doté de 30 000 places et inauguré en 1980, sert d'enceinte à domicile à l'équipe de football du Central Sport Club.
Le stade porte le nom de Luiz José de Lacerda, ancien président du Central.

## Histoire
Il est situé dans le quartier Maurício de Nassau, le plus huppé de Caruaru.
La construction du stade s'achève en 1980 (construit sur un terrain appelé Central Park jusqu'aux débuts des années 1960). Il est inauguré le 19 octobre 1980 sous le nom de Stade Pedro Victor de Albuquerque (en hommage à l'un des premiers présidents du club du Central, Pedro Victor de Albuquerque), lors d'une victoire 3-1 des locaux du Central sur l'équipe du Nigeria (le premier but au stade étant inscrit par Gil Mineiro, joueur du Central).
Dans le début des années 1980, le stade est rénové.
Le record d'affluence au stade est de 24 450 spectateurs, lors d'une victoire 2-1 du Central sur Flamengo le 22 octobre 1986.
Son nom est changé en Stade Luiz José de Lacerda à la fin des années 1990.